# Bałtycki Teatr Dramatyczny im. Juliusza Słowackiego w Koszalinie
Bałtycki Teatr Dramatyczny im. Juliusza Słowackiego w Koszalinie – samorządowa instytucja kultury, prowadząca i rozwijająca sztukę widowiskową w Koszalinie. 

## Historia
Powstał 1 listopada 1953 r. na podstawie zarządzenia Ministra Kultury i Sztuki. Była to pierwsza w Polsce scena oparta na budżecie Wojewódzkiej Rady Narodowej. Innowacja polegała na tym, że wszystkie inne teatry zawodowe były wtedy państwowe i podlegały bezpośrednio Centralnemu Zarządowi Teatrów.
Pierwszy sezon artystyczny rozpoczął się Ślubami panieńskimi Aleksandra Fredry. Premiera odbyła się 16 stycznia 1954 roku w budynku Wojewódzkiego Domu Kultury, od którego teatr wynajął scenę na okoliczność premiery.
W okresie dyrekcji Tadeusza Aleksandrowicza teatr otrzymał także długo oczekiwaną siedzibę. Był to gmach dawnego kościoła ewangelickiego, wybudowanego w 1906 r., który został wyremontowany i specjalnie przygotowany na potrzeby teatru. 12 kwietnia 1958 roku odbyła się tam uroczysta premiera Fantazego Juliusza Słowackiego. Wybór tego dramatu nie był przypadkowy. Odtąd koszaliński teatr nosi imię polskiego wieszcza.
W latach 2007–2023 dyrektorem teatru był Zdzisław Derebecki.
W 2023 roku na trzyletnią kadencję dyrektora teatru został powołany Andrzej Mielcarek, który obejmie stanowisko 1 września.

## Charakterystyka
Podstawowym zadaniem teatru jest przygotowywanie i wystawianie utworów dramatycznych z narodowego i światowego repertuaru. Celem teatru jest tworzenie, upowszechnianie i ochrona dóbr kultury, a zwłaszcza sztuki teatralnej i dyscyplin artystycznych tworzących teatr. Organizatorem Bałtyckiego Teatru Dramatycznego jest miasto Koszalin.
W teatrze występuje ok. 30 aktorów. Siedzibą teatru jest budynek przy Placu Teatralnym 1.
Dysponuje trzema scenami:
- Duża Scena wraz z balkonem posiada 354 miejsca. Istnieje możliwość dostawienia 26 miejsc;
- Scena na zapleczu posiada 120 nienumerowanych miejsc;
- Mała Scena dysponuje między 60 miejscami, a 75 nienumerowanymi miejscami w zależności od scenografii spektaklu[6].